# Al-Jaysh al-'Arabi al-Suri
L'Esercito Siriano, ufficialmente l'Esercito Arabo Siriano (in inglese: Syrian Arab Army, acronimo SAA; in arabo: الجيش العربي السوري , al-Jaysh al-ʿArabī al-Sūrī) è la branca delle forze terrestri delle forze armate siriane. È il servizio militare dominante dei quattro servizi in uniforme, che controlla i posti più alti delle forze armate ed ha il personale più numeroso, circa l'80% dei servizi messi insieme. L'esercito siriano ebbe origine nelle forze militari locali formate dai francesi dopo la prima guerra mondiale, dopo che la Francia ottenne un mandato sulla regione. Nacque ufficialmente nel 1945, prima che la Siria ottenne l'indipendenza l'anno successivo.
Dal 1946, ha svolto un ruolo importante nell'amministrazione della Siria, organizzando nove colpi di stato militari e altrettanti tentativi golpisti: tre nel 1949, ossia il colpo di stato di marzo di Ḥusnī az-Zaʿīm, il colpo di stato d'agosto del colonnello Sāmī al-Ḥinnāwī ed il colpo di stato di dicembre di ’Adīb aš-Šīšaklī, ed uno per anno nel 1951, nel 1954, nel 1962, nel 1963, nel 1966 e nel 1970. Ha combattuto quattro guerre con Israele (1948, la guerra dei sei giorni nel 1967, la guerra del Kippur del 1973 e nel 1982 in Libano) e una con la Giordania (Settembre nero in Giordania, 1970). Una divisione corazzata venne dispiegata anche in Arabia Saudita nel 1990-1991 durante la guerra del Golfo, ma vide poca azione. Dal 1976 al 2005 è stato il principale pilastro dell'occupazione siriana del Libano. Internamente, ha svolto un ruolo importante nel reprimere la rivolta islamista in Siria tra il 1979 ed il 1982 e dall'inizio del 2011 è stato pesantemente impegnato nel combattere la guerra civile siriana, la guerra più violenta e prolungata a cui l'esercito siriano abbia preso parte dalla sua fondazione negli anni '40.

## Storia
Nel 1919, i francesi formarono le Troupes spéciales du Levant come parte dell'Armata del Levante nel mandato francese della Siria e del Libano. Inizialmente composta da 8.000 uomini, in seguito divenne un esercito sia siriano che libanese. Questa forza venne utilizzata principalmente come forza ausiliaria a sostegno delle truppe francesi e le cariche di alti ufficiali erano ricoperte da francesi, sebbene ai siriani fosse permesso di mantenere incarichi sotto il grado di maggiore.
Quando la Siria ottenne l'indipendenza nel 1946, i suoi leader immaginarono un esercito delle dimensioni di una divisione. Il 19 giugno 1947, l'esercito siriano portò i sopravvissuti del volo Pan Am Flight 121 all'ospedale della missione presbiteriana di Deir ez-Zor. La 1ª brigata era pronta al tempo della guerra siriana contro Israele il 15 maggio 1948. Consisteva di due battaglioni di fanteria e un battaglione corazzato. La 2ª brigata venne organizzata durante la guerra arabo-israeliana del 1948 e anch'essa comprendeva due battaglioni di fanteria e un battaglione corazzato.
Al tempo della guerra arabo-israeliana del 1948, l'esercito era piccolo, scarsamente armato e scarsamente addestrato. Pollack scrisse che "Parigi si era affidata principalmente ai soldati regolari francesi per mantenere la pace in Siria e aveva trascurato le forze indigene. Di conseguenza, l'addestramento era svogliato, la disciplina lassista e lo stato maggiore quasi inesperto. C'erano circa 12.000 uomini nell'esercito siriano. Questi soldati erano per lo più raggruppati in tre brigate di fanteria e una forza corazzata delle dimensioni di un battaglione".
Tra il 1948 ed il 1967, una serie di colpi di stato militari distrusse la stabilità del governo e ogni residuo di professionalità all'interno dell'esercito. Nel marzo del 1949, il capo di stato maggiore, il generale Husni al-Za'im, s'insediò come presidente. Gli succedettero altri due dittatori militari nel dicembre 1949. Il generale Adib al-Shishakli mantenne il potere fino alla deposizione nel colpo di Stato del 1954. Seguirono altri colpi di stato, ciascuno dei quali assisteva ad una purga del corpo degli ufficiali per rimuovere dalla forza i sostenitori dei perdenti. Pollack scrisse che “la disciplina nell'esercito s’interruppe su tutta la linea mentre le unità ed i loro comandanti promettevano la loro fedeltà a diversi gruppi e partiti. Alla fine degli anni '50, infatti, la situazione era diventata così grave che gli ufficiali siriani disubbidivano regolarmente agli ordini dei superiori appartenenti a diversi gruppi etnici o politici”. Il colpo di Stato del 1963 aveva come uno dei suoi obiettivi chiave la conquista del campo militare di Al-Kiswah, sede della 70ª Brigata Corazzata. Ci fu un altro colpo di Stato nel 1966.
Tuttavia, nel 1967 l'esercito sembrava avere una certa forza. Aveva circa 70.000 uomini, circa 550 carri armati e cannoni d'assalto, 500 APC e quasi 300 pezzi d'artiglieria. L'esercito aveva sedici brigate: dodici di fanteria, due corazzate (probabilmente compresa la 70ª Brigata Corazzata) e due meccanizzate. Il governo siriano dispiegò dodici delle sedici brigate sul Golan, comprese entrambe le brigate corazzate e una brigata meccanizzata. Furono schierati tre "gruppi di brigate", ciascuno composto da quattro brigate: il 12º a nord, che teneva il settore dal ponte B'nat Ya'acov alle pendici del Monte Hermon, il 35º a sud dal ponte di B'nat Ya'acov al confine del fiume Yarmuk con la Giordania e il 42º di riserva, destinato a un contrattacco a livello di teatro. Durante l'attacco israeliano alle alture del Golan della guerra dei sei giorni, l'esercito siriano non riuscì a contrattaccare gli israeliani mentre quest'ultimi sfondavano le posizioni siriane. Mentre le unità siriane combattevano duramente ogni volta che gli israeliani entravano nella loro linea di tiro, sembra che non siano stati fatti tentativi per sfruttare il disorientamento e la confusione israeliani durante l'assalto iniziale.
A giudicare dai rapporti tra il 1967 ed il 1970, incluso il rapporto della 5ª Divisione di Fanteria nel 1970, l'esercito sembra aver formato le sue prime divisioni durante questo periodo. La 1ª e la 3ª Divisione corazzata e la 5ª, la 7ª e la 9ª Divisione di fanteria meccanizzata vennero tutte formate prima del 1973. Samuel M. Katz scrisse che dopo che Hafez al-Assad ottenne il potere nel novembre 1970, l'esercito si espanse nelle cinque divisioni sopra elencate, oltre a dieci brigate indipendenti, una brigata di razzi di artiglieria (la 69ª) e "una brigata rinforzata definita in vario modo 70ª Brigata corazzata o Guardia repubblicana di Assad. Oggi è conosciuta come Forza di Difesa Corazzata; come guardia pretoriana di Assad è di stanza a Damasco e dintorni ed è subordinata alle Compagnie di difesa sotto il comando del fratello di Assad Rifa'at."

### Dal 1970 al 2010
Il 18 settembre 1970, il governo siriano venne coinvolto nel Settembre nero in Giordania quando inviò una brigata corazzata rinforzata per aiutare l'Organizzazione per la Liberazione della Palestina. Le unità corazzate siriane attraversarono il confine ed invasero Irbid con l'aiuto delle forze palestinesi locali. Incontrarono diversi distaccamenti dell'esercito giordano, ma li respinsero senza grandi difficoltà. Due giorni dopo, anche la 5ª Divisione di fanteria, fortemente rinforzata, venne inviata in Giordania. Due brigate co-razzate vennero distaccate alla divisione, portando la sua forza corazzata ad oltre 300 T-55 ed il suo personale a 16.000 uomini. La divisione entrò in Giordania ad al-Ramtha, distrusse una compagnia di carri armati Centurion e proseguì direttamente verso Amman. Pollack affermò che era probabile che intendessero rovesciare la stessa monarchia giordana. Nonostante avessero sconfitto l'esercito giordano ad al-Ramtha il 21 settembre, il 22 settembre, dopo feroci attacchi aerei, i siriani fermarono l'attacco ed iniziarono a ritirarsi.

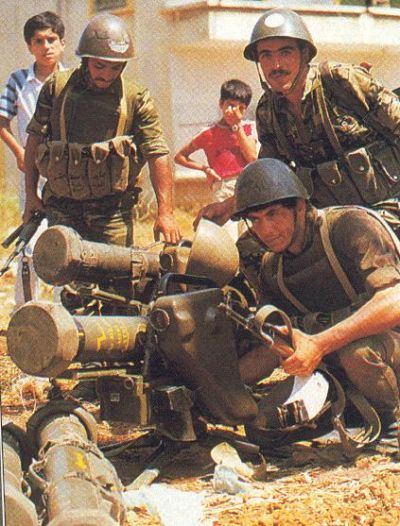
Squadra anticarro con ATGM MILAN francesi durante la guerra in Libano nel 1982.

Dopo il 1970 altri coinvolgimenti siriani inclusero:
- la guerra dello Yom Kippur contro Israele[11]
- Guerra civile in Libano (1975–1990), (contro le milizie libanesi, l'OLP ed Israele)

Le forze armate siriane vennero coinvolte anche nella repressione dei movimenti dissidenti all'interno della Siria, ad esempio la rivolta islamista in Siria tra il 1979 ed il 1982. Nel marzo 1980 arrivarono ad Aleppo la 3ª Divisione corazzata e distaccamenti delle Compagnie di difesa. La divisione era sotto il comando del generale Shafiq Fayadh, primo cugino di Hafiz Assad. Le truppe isolarono "interi quartieri e lanciarono ricerche casa per casa, spesso precedute dal fuoco dei carri armati". Vennero radunati centinaia di sospetti. Solo due brigate dell'esercito convenzionale si schierarono a Hama nel 1982, la 47ª Brigata corazzata e la 21ª Brigata meccanizzata della 3ª Divisione corazzata. Tre quarti degli ufficiali e un terzo dei soldati delle due brigate erano alauiti. Gran parte della repressione venne effettuata dalle Compagnie di difesa e dalle forze speciali. Nel frattempo, le forze speciali erano isolate e stavano combattendo attraverso Hama, uccidendo e catturando sospetti oppositori del governo.
Le forze siriane combatterono Israele durante la guerra del Libano del 1982.
Nel 1984, le forze speciali del maggiore generale Ali Haidar furono determinanti nel bloccare un tentativo abortito di Rifa’at al-Assad e delle sue Compagnie di difesa d'impadronirsi della capitale. La 3ª Divisione corazzata di Fayadh si trasferì nella capitale per unirsi alle forze di Haidar nello scontro con le Compagnie di difesa. La 3ª Divisione corazzata, a quanto pare, era stata situata storicamente ad al-Qutayfah, vicino a Damasco.
Bennett datò la fondazione dei corpi d'armata nell'esercito siriano nel 1985. Scrivendo quattordici anni dopo, Tom Cooper affermò che vennero stabiliti "durante gli anni '80", ma "[...] nonostante l'istituzione di [...] corpi d’armata [...] la maggior parte dei comandanti di divisione continuarono a riferire direttamente al presidente. Di conseguenza, non solo il capo di stato maggiore delle forze armate siriane, ma anche il quartier generale del corpo d’armata esercitava solo un controllo operativo limitato sulle divisioni dell'esercito."

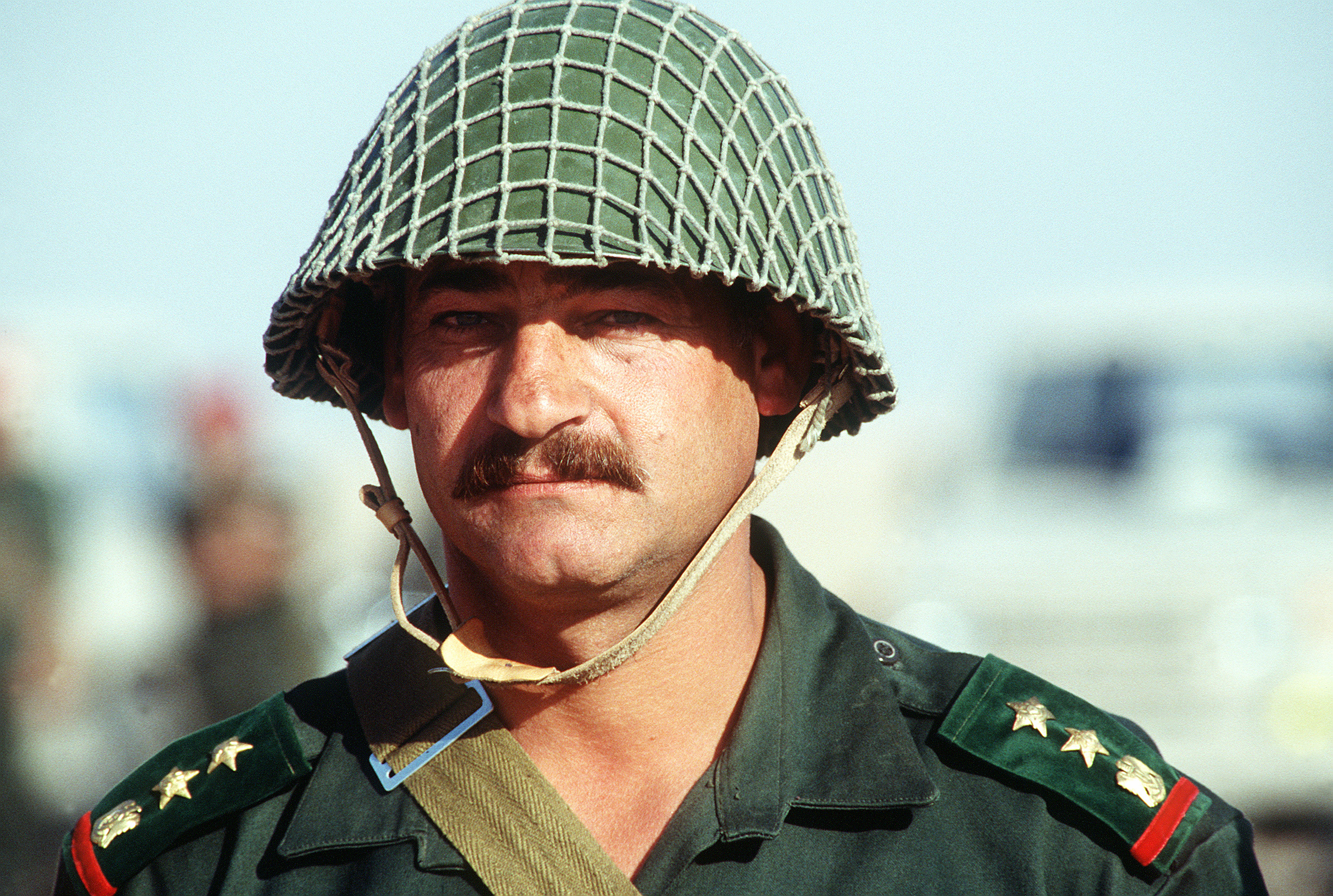
Colonnello siriano durante la guerra del Golfo.

La 9ª Divisione corazzata prestò servizio nella guerra del Golfo del 1991 come riserva dell'Arab Joint Forces Command North e vide poca azione.
Nel 1994, Haidar espresse obiezioni alla decisione del presidente siriano di riportare Bashar a casa dai suoi studi in Gran Bretagna e d'istruirlo alla successione dopo la morte di Basil, il figlio maggiore di Assad. Poco dopo, il 3 settembre 1994,  Jane's Defence Weekly  riferì che l'allora presidente Hafez Assad aveva dimesso almeno 16 alti comandanti militari. Tra loro c'erano Haidar, allora comandante delle forze speciali, e il generale Shafiq Fayadh, cugino del presidente che aveva comandato l'” esperta" 3ª Divisione corazzata per quasi due decenni. La 3ª Divisione Corazzata venne "dispiegata intorno a Damasco". JDW commentò che "le forze speciali e la 3ª Divisione corazzata, insieme alla 1ª Divisione corazzata, sono elementi chiave nella struttura di sicurezza che protegge il governo di Assad. Qualsiasi cambiamento di comando che coinvolga tali formazioni ha un notevole significato politico". I rapporti post-rivolta indicavano che la 1ª Divisione corazzata era stata storicamente ad al-Kiswah.
Il 29 settembre 2004, Jane's Defence Weekly riferì che la Siria aveva iniziato a ridistribuire elementi di uno o più reggimenti delle forze speciali dell'esercito siriano situati sulle colline costiere a pochi chilometri a sud di Beirut in Libano. Un alto ufficiale dell'esercito libanese disse a JDW che i 3000 soldati coinvolti sarebbero tornati in Siria.
Cordesman scrisse che nel 2006 l'esercito siriano aveva "organizzato due corpi d’armata che riferivano allo stato maggiore e al comandante delle forze terrestri".
Nel 2009 e nel 2010, secondo l'International Institute for Strategic Studies di Londra, l'esercito siriano comprendeva 220.000 soldati regolari e tutte le forze armate (che includono la marina, l'aeronautica e le difese aeree) avevano 325.000 soldati regolari. Inoltre, l'esercito contava circa 290.000 riservisti.
Nel 2013, Agence France Press scrisse "Le forze di sicurezza diminuite della Siria".

### Guerra civile siriana

Soldati dell’EAS che presidano artiglieria ad Al-Kom, durante la guerra civile siriana, 2015

#### Le diserzioni
Al 1º ottobre 2011, secondo il colonnello siriano disertore Riyad Assad 10.000 soldati, tra cui ufficiali di alto rango, avevano abbandonato l'esercito siriano. Alcuni di questi disertori formarono l'esercito siriano libero, impegnandosi in combattimenti con forze di sicurezza e soldati in quella che si sarebbe trasformata nella guerra civile siriana.
Il 16 novembre 2011, Rami Abdel Rahman, a capo dell'Osservatorio siriano per i diritti umani con sede nel Regno Unito, stimò tuttavia che meno di 1.000 soldati avevano abbandonato l'esercito siriano; nello stesso momento, un comandante di battaglione dell'EAS affermò che l'EAS ha abbracciato 25.000 disertori dell'esercito. Sempre nel novembre 2011, l'esercito siriano libero, o il sito web di France 24, stimò l'esercito siriano a 200.000 uomini. Secondo il generale Mustafa al-Sheikh, uno dei disertori più anziani, tuttavia, nel gennaio 2012 le forze siriane erano stimate a 280.000 uomini, compresi i coscritti.
Entro il 15 marzo 2012, molti più soldati, insoddisfatti delle repressioni contro i manifestanti democratici, cambiarono posizione e un ufficiale turco dichiarò che 60.000 soldati avevano abbandonato l'esercito siriano, di cui 20.000 dal 20 febbraio. Venne aggiunto che la maggior parte dei disertori erano sottufficiali e soldati. Entro il 5 luglio 2012, l'Osservatorio siriano per i diritti umani stimò che "decine di migliaia" di soldati avevano disertato. A partire dall'agosto 2012, 40 generali di brigata dell'esercito avevano disertato per l'esercito dell'opposizione, su un totale di 1.200 generali.
Il 14 giugno 2013, 73 ufficiali dell'esercito siriano e le loro famiglie, circa 202 persone in totale, cercarono rifugio in Turchia. Tra di loro c'erano sette generali e 20 colonnelli.
Ad agosto 2013, la forza dell'esercito siriano, rispetto al 2010, era stata quasi dimezzata, a causa di defezioni, diserzioni e vittime, secondo l'International Institute for Strategic Studies di Londra: ora contava 110.000 soldati.

#### La forza compromessa
Fino a luglio 2012, secondo Aram Nerguizian del Center for Strategic and International Studies situato a Washington, la scala delle defezioni dell'esercito siriano, sebbene difficile da quantificare, era troppo piccola per avere un impatto sulla forza di quell'esercito. Nerguizian disse che le unità strategicamente importanti delle forze armate siriane sono sempre controllate da ufficiali alauiti; i soldati disertori - entro il luglio 2012 "decine di migliaia" secondo l'Osservatorio siriano per i diritti umani - sono principalmente sunniti senza accesso al comando e al controllo vitale, tuttavia il ministro della difesa siriano Dawoud Rajiha, ucciso nel bombardamento di Damasco del 18 luglio 2012, era un cristiano.
L'analista Joseph Holliday nel 2013 scrisse che "dall'inizio del conflitto il governo di Assad non è stato in grado di mobilitare tutte le sue forze senza rischiare diserzioni su larga scala. Il solo maggiore ostacolo che il regime di Assad ha dovuto affrontare impiegando le sue forze è stata la sfida di fare affidamento sulle unità per eseguire gli ordini di brutalizzazione dell'opposizione". Ciò portò Bashar a seguire il precedente di suo padre, assegnando unità dell'esercito regolare a forze più affidabili (forze speciali, Guardia Repubblicana o 4ª Divisione Corazzata). Quando Hafez al-Assad diresse la soppressione delle rivolte a Hama nel 1982, venne utilizzata anche questa tecnica.
L'esercito arabo siriano soffre di gravi problemi di reclutamento mentre la guerra civile siriana si trascina, con uomini in età militare tra le linee partigiane che non sono più disposti ad unirsi alle forze armate o a servire i loro termini di reclutamento. Questi problemi sono particolarmente evidenti tra la popolazione drusa, che si è scontrata con le forze di sicurezza del regime e ha fatto uscire i giovani drusi dalla prigione del regime per evitare che prestassero servizio nell'esercito. Sempre più spesso, la base di supporto alauita di Assad rifiuta di inviare i propri figli nell'esercito a causa dei massicci tassi di vittime tra gli uomini in età militare nella loro comunità; secondo fonti pro-opposizione un terzo dei 250.000 uomini alauiti in età di combattimento sono stati uccisi nella guerra civile siriana, portando a gravi tensioni tra la setta ed il governo siriano.
A partire dalla metà del 2018, l'allora ministro della difesa israeliano Avigdor Lieberman affermò che l'esercito arabo siriano aveva riguadagnato i livelli di forza precedenti al 2011, recuperando dalle carenze di personale precedenti alla guerra civile siriana.

#### I ruoli della 3ª, dell’11ª, della 17ª e della 18ª Divisione
La 3ª Divisione corazzata dispiegò elementi di tre brigate dalle sue basi intorno a Qutayfah a De-ra'a, Zabadani e Hama, mentre l'11ª Divisione corazzata rimase vicino alle sue basi ad Homs e ad Hama. Il Consiglio europeo nominò il maggiore generale Wajih Mahmud, comandante della 18ª Divisione corazzata nella Gazzetta ufficiale dell'Unione europea il 15 novembre 2011, sanzionandolo per la violenza commessa ad Homs. Henry Boyd dell'IISS osservò che "ad Homs, la 18ª Divisione corazzata venne rinforzata da unità delle forze speciali e [...] da elementi della 4ª Divisione sotto il comando de facto di Maher".
Le informazioni di Holliday 2013 suggeriscono che la divisione corazzata di riserva era la 17ª (piuttosto che qualsiasi altra designazione), che era responsabile della Siria orientale. La 93ª Brigata della divisione lasciò Idlib per difendere il governatorato di al-Raqqa all'inizio del 2012. In seguito alla nota conquista di Raqqa tra il 3 ed il 6 marzo 2013, elementi della 17ª Divisione rimasero assediati a nord della città nell'ottobre 2013.

### Le relazioni con la Forza Nazionale di Difesa
La Forza Nazionale di Difesa è sotto il controllo e la supervisione dell'esercito siriano e agisce in un ruolo di fanteria, combattendo direttamente contro i ribelli a terra e svolgendo operazioni di contro-insurrezione in coordinamento con l'esercito che fornisce loro supporto logistico e di artiglieria.
Lottando con problemi di affidabilità e diserzioni, gli ufficiali dell'EAS preferiscono sempre più i volontari part-time della FND, che considerano più motivati e leali, rispetto ai coscritti regolari dell'esercito per condurre operazioni di fanteria e fungere da supporto per l'avanzamento dei carri armati.
Un ufficiale di Homs, che chiese di non essere identificato, affermò che l'esercito svolgeva un ruolo sempre più logistico e direttivo, mentre i combattenti della FND agivano come combattenti sul campo.
Nell'ottobre 2015 venne istituito il 4º Corpo d'Armata d'Assalto (in arabo: 4 فيلق اقتحام) nel nord-est. La FND continua a svolgere un ruolo significativo nelle operazioni militari in Siria nonostante la formazione di altre unità d'élite, molte delle quali ricevono assistenza diretta dalla Russia.
Con la sconfitta dell'esercito nel dicembre 2024 e l'ascesa del comandante dei ribelli, Ahmad al-Shara', a capo del nuovo governo transizionale, l'esercito è stato ufficialmente sciolto il 29 gennaio 2025 per essere ricostituito in futuro sotto la guida del nuovo governo.

## Demografia
I musulmani sunniti costituiscono la maggioranza dell'esercito arabo siriano e molti ricoprono posizioni governative elevate. Dall'inizio della guerra civile siriana ad oggi, l'esercito arabo siriano è stato composto principalmente da siriani sunniti (ad esempio, la 4ª Divisione Meccanizzata è interamente composta e guidata da sunniti), con una leadership religiosa mista nelle posizioni militari più alte. il ministro della difesa ed anche vice comandante in capo dell'esercito e delle forze armate (precedentemente delle forze speciali), il maggiore generale Fahd Jassem al-Freij, ed il maggiore generale Mohammad al-Shaar, un ministro degli Interni, sono alcuni dei musulmani sunniti nelle posizioni di potere. Esistono anche milizie filo-Assad sunnite composte da lealisti baathisti, come le Brigate Ba'ath. Le brigate sono formate da siriani sunniti ed altri arabi sunniti della regione mediorientale che aderiscono agli ideali panarabi. Liwa al-Quds è una milizia palestinese sunnita che opera ad Aleppo.

## Struttura nel 2001

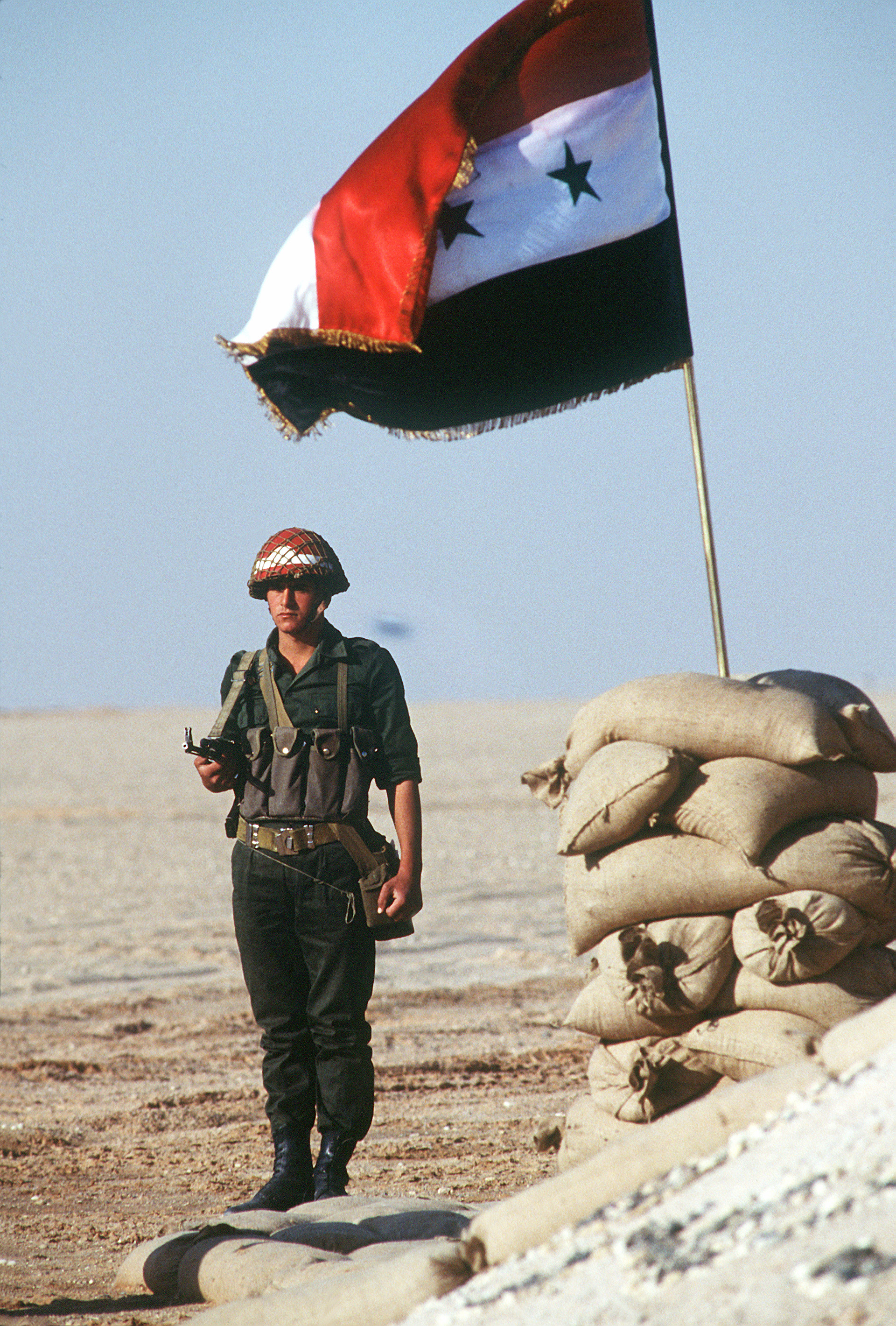
Un poliziotto militare

Nel 2001 Richard Bennett scrisse che "nel 1985 vennero formati tre corpi d’armata per dare all'esercito maggiore flessibilità e migliorare l'efficienza del combattimento decentralizzando la struttura di comando, assorbendo almeno alcune delle lezioni apprese durante l'invasione israeliana del Libano nel 1982." L'organizzazione e la dottrina militare dell'esercito seguivano il modello sovietico.
La stima di Richard Bennett sull'ordine di battaglia del 2001 era:
- I Corpo d’Armata QG Damasco, che copriva le alture del Golan, la zona fortificata e il sud fino a Der'a vicino al confine giordano.
  - 5ª Divisione corazzata, che comprendeva la 17ª e la 96ª Brigata Corazzata e la 112ª Brigata Meccanizzata
  - 6ª Divisione corazzata, con la 12ª e la 98ª Brigata corazzata e l'11ª Brigata meccanizzata
  - 7ª Divisione meccanizzata, con la 58ª e la 68ª Brigata corazzata e la 78ª Brigata meccanizzata
  - 8ª Divisione corazzata, che comprendeva la 62ª e la 65ª Brigata corazzata e la 32ª Brigata meccanizzata
  - 9ª Divisione corazzata, con la 43ª e 91ª brigata corazzata e la 52ª brigata meccanizzata.

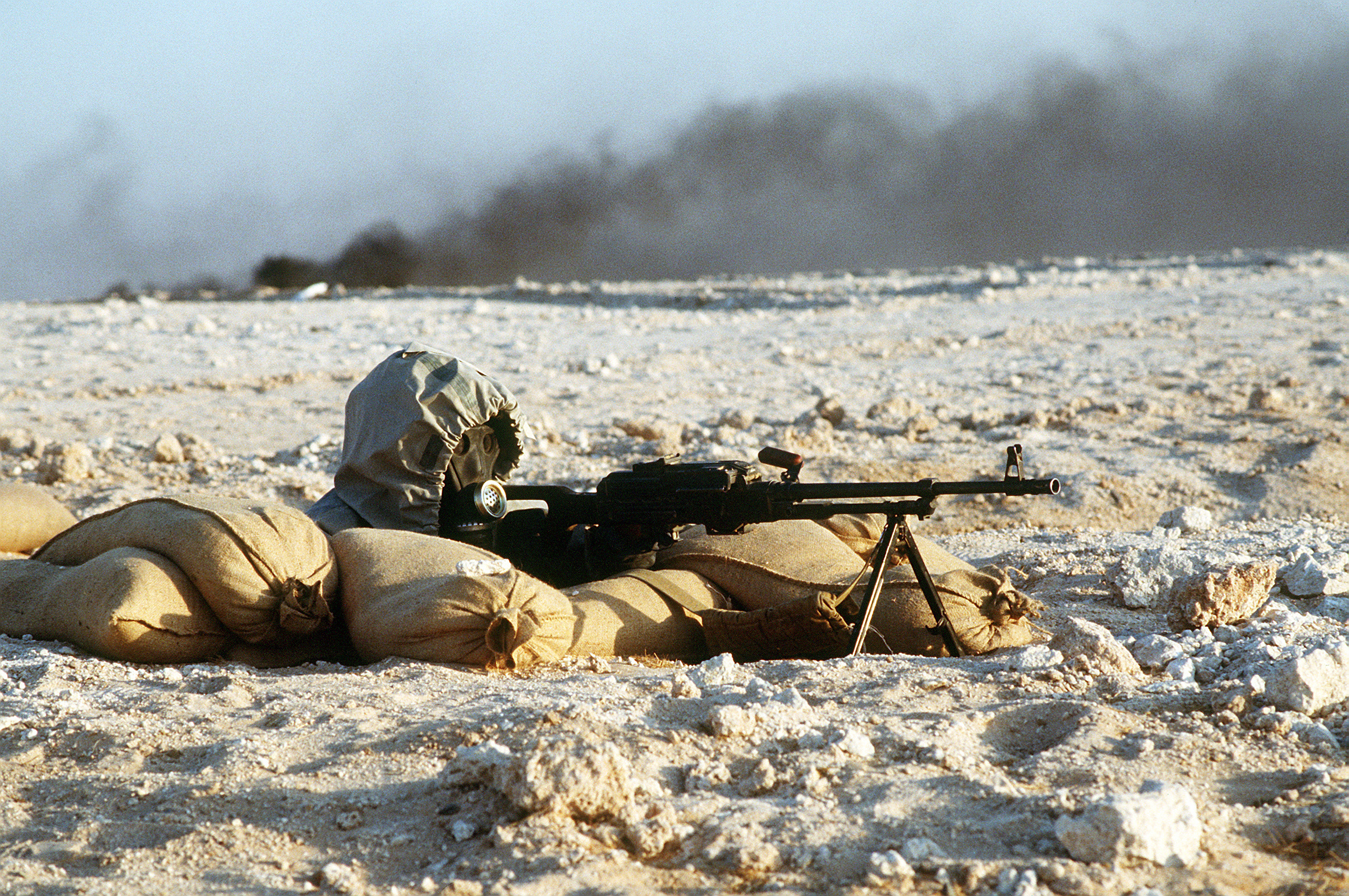
Un soldato siriano imbraccia una mitragliatrice leggera da 7.62mm PKM dalla sua trincea durante una dimostrazione di potenza di fuoco, parte dell’operazione Scudo del Deserto. Il soldato indossa una maschera da guerra bio-chimico-nucleare.

Bennett affermò anche che il I Corpo d'armata aveva quattro reggimenti di forze speciali indipendenti, tra cui due addestrati per operazioni di commando elitrasportato contro SIGINT e posti d'osservazione israeliani sul Monte Hermon e altrove sulle Alture del Golan.
- II Corpo d’armata QG Zabadani, copriva il nord di Damasco, fino a Homs e includeva il Libano.
  - Nel 2001 Bennett disse che si riteneva che le unità principali del corpo includessero:
  - 1ª Divisione corazzata, con la 44ª e la 46ª Brigata corazzata e la 42ª Brigata meccanizzata
  - 3ª Divisione corazzata, con la 47ª e l'82ª Brigata corazzata e la 132ª Brigata meccanizzata
  - 11ª Divisione corazzata, con la 60ª e la 67ª Brigata corazzata e l'87ª Brigata meccanizzata
  - 4ª Divisione meccanizzata con la 1ª Brigata corazzata e la 61ª e l'89ª Brigata meccanizzata
  - 10ª Divisione meccanizzata, con sede a Chtaura, in Libano. Le sue unità principali, nel 2001, erano schierate per controllare l'autostrada strategica Beirut-Damasco, con la 123ª Brigata meccanizzata vicino a Yanta, la 51ª Brigata corazzata vicino a Zahle e l'85ª Brigata corazzata nella valle della Beqa'a, dispiegate attorno al complesso di posizioni a Dahr al-Baidar.
  - Si sapeva che altre tre brigate pesanti della 3ª e dell'11ª Divisione corazzata erano regolarmente dispiegate nel Libano orientale.
  - c'erano cinque reggimenti di forze speciali in Libano.
- III Corpo d’armata QG Aleppo, con sede a nord e copriva Hama, i confini turco ed iracheno, la costa mediterranea e aveva il compito di proteggere il complesso di guerra chimica e biologica e le strutture per la produzione ed il lancio di missili.
  - La 2ª Divisione corazzata della Riserva, con la 14ª e 15ª Brigata corazzata e la 19ª Brigata meccanizzata. Si credeva che la 2ª fosse anche la principale formazione di addestramento delle forze corazzate. Sembra probabile che la designazione “2ª”, riportata nel 2001, non fosse corretta, in quanto non è stata segnalata durante la guerra civile siriana.
  - Altre unità sotto il controllo di questo corpo d'armata includevano quattro brigate di fanteria indipendenti, una brigata di guardie di frontiera, un reggimento corazzato indipendente, effettivamente un gruppo di brigate e un reggimento di forze speciali.
  - la Brigata di difesa costiera, che operava in gran parte come unità indipendente all'interno dell'area del III Corpo d'armata, aveva un quartier generale nella base navale di Latakia con quattro battaglioni di difesa costiera a Latakia, Baniyas, al-Hamidiyah e Tartus. Ogni battaglione aveva quattro batterie di missili sia a corto raggio SSC-3 Styx sia a lungo raggio SSC-1B.

L'IISS ha elencato le formazioni più piccole nel 2006 come:
- Quattro brigate indipendenti di fanteria
- Dieci reggimenti indipendenti delle forze speciali aviotrasportate (sette reggimenti distaccati al II Corpo d'armata)
- Due brigate indipendenti d'artiglieria
- Due brigate indipendenti anticarro
- Comando missilistico terra-terra con tre brigate SSM (ciascuno con tre battaglioni SSM),
  - Una brigata con FROG-7,
  - Una brigata con Scud - B / C / D.
  - Una brigata con SS-21 Scarab,
- Tre brigate missilistiche di difesa costiera
  - Una brigata con 4 lanciatori Sepal SS-C-1B,
  - Una brigata con 6 lanciatori P-15 Termit, denominazione alternativa SS-C-3 'Styx'
  - Una brigata con 6+ lanciatori P-800 Oniks,
- Una brigata di Guardie di frontiera

A protezione di Damasco:
- 4ª Divisione meccanizzata (Le Compagnie di difesa vennero trasformate nella divisione corazzata equivalente Unità 569, che nel 1984 divenne la 4ª Divisione corazzata.)[52]
- La Divisione corazzata della Guardia repubblicana, con tre brigate corazzate, una brigata meccanizzata e un reggimento di artiglieria.

## Struttura nel 2013
Secondo Joseph Holliday, a febbraio 2013 l'ordine di battaglia ("alla massima potenza") era:
- 3 Corpi d'armata (Falaq): 50.000 uomini in 3–4 divisioni
- 14 Divisioni (Firqa): 5.000–15.000 uomini in 5–6 brigate/reggimenti ciascuna
- Più di 40 Brigate (Liwa): 2.500–3.500 uomini in 5–6 battaglioni (1–3 corazzati/meccanizzati + artiglieria/DAA/genieri) ciascuna
  - Meccanizzata:
    - 105 IFV in 3 battaglioni meccanizzati
    - 41 carri armati in 1 battaglione corazzato
    - 3.500 soldati

  - Corazzata:
    - 105 carri armati in 3 battaglioni corazzati
    - 31 IFV in 1 battaglione meccanizzato
    - 2.500 soldati
- Più di 20 Reggimenti (Fawj): 1.500 uomini
  - Fanteria leggera: 1.500 soldati in 3 battaglioni di fanteria
  - Artiglieria: 45 obici e 1.500 soldati in 3 battaglioni d'artiglieria
- Battaglione (Katiba): 300–500 uomini in 4–5 compagnie
- Compagnia (Sariya): 60–80 uomini

### Unità che riferiscono al Capo di Stato Maggiore
- Guardia repubblicana
  - Battaglione corazzato ‘’Leonesse della Difesa’’ (a partire dal 2015)
  - 100º Reggimento d’artiglieria (equipaggiato con obici 122 mm D-30 e lanciarazzi BM-21 "Grad", è in grado di respingere qualsiasi attacco delle forze nemiche nella città e nei suoi sobborghi.)
  - 101º e 102º Reggimento "Sicurezza" (il cui compito è quello di fornire sicurezza al Presidente, ai ministri del governo, agli alti funzionari del governo, al quartier generale dell'esercito e ad altre istituzioni governative)
  - 103ª Brigata Commando
  - 104ª Brigata Aerotrasportata (fusa con l'800º Reggimento)
  - 105ª Brigata Meccanizzata
  - 800º Reggimento[54]
  - 30ª Divisione[55] - serve come comando amministrativo
    - 18ª Brigata - ex 10ª Divisione meccanizzata[56]
    - 106ª Brigata meccanizzata
    - 123ª Brigata
    - 124ª Brigata
    - 47º Reggimento
    - 147º Reggimento

  - Sicurezza Popolare e Forze di Supporto[57]
- 4ª Divisione corazzata
  - 40ª Brigata corazzata
  - 41ª Brigata corazzata
  - 42ª Brigata corazzata
  - 138ª Brigata meccanizzata
  - 154º Reggimento d'artiglieria
  - 555º Reggimento forze speciali (aerotrasportato)
  - Leoni Protettivi (Commando), formati nel maggio 2014.[58]
- Comando forze speciali[56]

Nota: Le "forze speciali" dell'esercito arabo siriano denotano una fanteria "leggera" specializzata (aerotrasportata, assalto aereo) e sono "élite" solo in relazione alle convenzionali unità meccanizzate e blindate dell'EAS. Secondo un rapporto declassificato della CIA, i reggimenti delle forze speciali dichiarati sono stati creati per condurre operazioni anti-guerriglia. Le unità delle Forze speciali includono: 41º, 45º, 46º, 47º, 53º e 54º Reggimento indipendente forze speciali. Le forze speciali vennero pesantemente utilizzate sin dalle prime fasi della guerra civile siriana e di conseguenza subirono pesanti perdite, probabilmente fino a tre reggimenti (41º, 46º, 54º) potrebbero essere stati distrutti durante la guerra civile siriana, i tre reggimenti sopravvissuti vennero fusi ad altre formazioni come la Guardia Repubblicana, le Forze Tigre ed il IV Corpo d'armata. Rapporti successivi affermano che due battaglioni del 54º reggimento servono nella 17ª divisione.
- 14ª Divisione Forze speciali - Sembra non assumere altre reclute.
  - 36º, 554º e 556º Reggimento Forze speciali
- 15ª Divisione Forze speciali - Alcuni elementi sopravvivono ancora. Sembra non assumere altre reclute.
  - 35º e 127º Reggimento Forze speciali
  - 404º Reggimento corazzato

Unità delle forze speciali durante la guerra civile siriana
- 25ª Divisione Forze speciali
  - Brigata Forze Ghepardo
    - 3ª Squadra Forze Ghepardo
    - 6ª Squadra Forze Ghepardo

  - Brigata Forze Pantera
- Brigata Falchi del Deserto (Liwa Suqur al-Sahara). Formata nel 2013, sciolta nel 2017.

### I Corpo d’armata (Siria)|I Corpo d’armata
- 5ª Divisione meccanizzata
  - 112ª, 132ª e 15ª Brigata meccanizzata
  - 12ª Brigata corazzata
  - 175º Reggimento d'artiglieria
- 6ª Divisione
  - 45º Reggimento
  - 85ª Brigata
  - 76ª Brigata corazzata - ora defunta. Precedentemente parte della 1ª Divisione
- 7ª Divisione meccanizzata
  - 68ª, 121ª e 88ª Brigata meccanizzata
  - 78ª Brigata corazzata
  - (non specificato) Reggimento d'artiglieria
- 9ª Divisione corazzata
  - 34ª e 43ª Brigata corazzata
  - 52ª Brigata corazzata. La 52ª Brigata corazzata venne segnalata a Dar'a, nel sud della Siria, nel maggio 2013.[61]
  - 90ª Brigata[62]
  - 89º Reggimento d'artiglieria

Inoltre, il I Corpo d'armata comprendeva la 61ª e la 90ª Brigata indipendente di fanteria.

### II Corpo d’armata
- 1ª Divisione corazzata
  - 91ª e 153ª Brigata corazzata
  - 58ª Brigata meccanizzata
  - 61ª Brigata di fanteria
  - 141º Reggimento d'artiglieria
- 10ª Divisione meccanizzata
  - 85ª e 62ª Brigata meccanizzata
  - 56ª Brigata corazzata – non più attiva

### III Corpo d’armata
- 3ª Divisione corazzata
  - 65ª ed 81ª Brigata corazzata
  - 21ª Brigata meccanizzata
  - (non specificato) Reggimento d'artiglieria (sia il 67º sia il 123º Reggimento d'artiglieria elencati con la divisione nel 2011 da Cooper 2015.)[63]
- 8ª Divisione corazzata
  - 33ª Brigata Corazzata – trasferita dalla 9ª Divisione
  - 45ª Brigata – di recente formazione
  - 47ª Brigata corazzata – trasferita dalla 3ª Divisione
- 11ª Divisione corazzata – coinvolta ad Abu al-Duhur e nel Secondo assedio di Wadi Deif
  - 60ª, 67ª Brigata corazzata
  - 87ª Brigata meccanizzata
  - (non specificato) Reggimento d'artiglieria (89º Reg. d'artiglieria elencato con la divisione da Cooper 2015.)[63]

Il 24 febbraio 2016 abna24.com ha riferito che "la scorsa primavera, l'87ª Brigata dell'11ª Divisione corazzata dell'esercito arabo siriano ha iniziato la sua ritirata di massa attraverso il Governatorato di Idlib, concedendo la capitale provinciale e le città strategiche di Ariha e Jisr Al-Shughour a Jaysh Al-Fateh (Esercito della Conquista) in rotta verso la loro imbarazzante uscita da questa provincia nel nord della Siria."
Altre divisioni nel nord e nel nordest includevano la 17ª Divisione (QG Dayr az-Zawyr) e la 18ª Divisione corazzata (QG Aleppo), nominalmente indipendente ma supervisionata dal III Corpo d'armata.

### IV Corpo d’armata
Dall'inizio della guerra civile nel 2011 sono stati istituiti due nuovi corpi d'armata. Il "IV Corpo d’armata", "IV Corpo d’armata d'assalto", o "IV Corpo d’armata volontario d’assalto", chiamato anche IVa Legione - Assalto è una nuova formazione dell'esercito siriano, organizzata con l'aiuto russo dal 2015. Il piano originale per il IV Corpo d'armata era di riorganizzare le unità dell'esercito regolare indebolite e le milizie filo-governative irregolari, tra cui alcune unità della Forza Nazionale di Difesa (FND), nei governatorati di Latakia e di Tartus e nella pianura di al-Ghab. Queste forze sarebbero state addestrate, organizzate ed armate dalle forze armate russe, in modo che potessero diventare forze terrestri "speciali" che avrebbero ripreso la Siria nord-occidentale con il supporto aereo russo.
Quando, nell'estate e nell'autunno 2015, il IV Corpo d’armata venne successivamente organizzato, vennero incluse forze di origini molto diverse: tra queste c'erano la 103ª Brigata della Guardia repubblicana che avrebbe servito da quartier generale per il nuovo corpo d’armata, insieme alle truppe tratte dalla 3ª e dalla 4ª divisione, nonché da milizie del partito Ba’ath, della FND ed alauite. I combattenti alauiti vennero organizzati in 12 unità che combatterono sotto il comando congiunto di ufficiali russi, siriani ed iraniani. I resti vennero raggruppati in quattro "brigate volontarie", mentre diverse unità russe più piccole le vennero assegnate in un ruolo di supporto. Pagato direttamente dalla Guardia repubblicana e dal governo, il IV Corpo d'armata venne descritto dall'esperto del Carnegie Middle East Center Kheder Khaddour una formazione che "unisce esercito e forze della milizia".
Sebbene le operazioni iniziali del IV Corpo d'armata, come durante l'offensiva di Latakia (2015-2016) e l'offensiva della Siria nordoccidentale (ottobre-novembre 2015) ebbero relativamente successo, l'inclusione di più milizie nel corpo d'armata rimase evasiva. Ciò era probabilmente dovuto al fatto che l'Iran non era disposto a consentire l'integrazione delle unità siriane sotto il suo con-trollo in una formazione guidata principalmente dalla Russia, mentre molte milizie in genere resistevano a qualsiasi tentativo di ridurre la loro autonomia includendole nel IV Corpo d'armata. Di conseguenza, il IV Corpo d'armata ri-mase per lo più limitato a Latakia, dove continua ad essere attivo. Tuttavia, dato che la sua prestazione durante l'offensiva di Latakia del 2016 era stata carente, il suo comandante generale, il generale Shuqi Yusuf, venne dimesso nel luglio 2016. Complessivamente, il IV Corpo d'armata non "fu all'altezza delle aspettative di Mosca" e i suoi comandanti siriani "mostrarono scarse prestazioni", nonostante il fatto che il corpo d'armata fosse effettivamente riuscito a riformare le milizie incluse in una "forza militare organizzata e disciplinata".
Gregory Waters scrisse via Twitter a novembre 2017 che "[…]la 6ª Divisione [era] una delle due divisioni create sotto il IV Corpo d’armata costituito in Russia nel 2015. Il progetto del IV Corpo d’armata è in gran parte fallito e la 6ª e la 2ª Divisione sono rimaste a Latakia d’allora.'

### V Corpo d’armata
Il V Corpo d’armata Truppe d’Attacco, chiamato anche Vª Legione, è una forza volontaria, parte dell'esercito siriano coinvolto nella guerra civile siriana che combatte contro l’opposizione siriana, Al-Qaeda in Siria e l'ISIS. Il compito del corpo d'armata è "eliminare il terrorismo" e venne formato "in risposta al rapido sviluppo degli eventi, per sostenere i successi delle forze armate e per soddisfare i desideri delle persone di porre fine agli atti terroristici nella Repubblica araba siriana", secondo la dichiarazione annunciata il 22 novembre 2016 dal Comando Generale delle Forze armate della Siria. Il V Corpo d'armata di Volontari recluterà gli uomini maggiorenni in tutto il paese "non già idonei al servizio militare o disertori".
Secondo Abdullah Soleiman Ali nel documento di al-Safir, la formazione del "V Corpo d’armata Truppe d’Attacco" è l'apice della cooperazione tra i membri della coalizione Russia–Siria–Iran-Iraq. I soldati del V Corpo d'armata vennero addestrati, equipaggiati e consigliati dal personale militare russo fin dal loro intervento nel 2015. La maggior parte dei carri armati da battaglia del V Corpo d'armata d'assalto sono carri armati sovietici aggiornati, tra cui T-62 M e T-72B3.
L'unità del V Corpo d'armata, la Legione Ba'ath, era formata da volontari delle Brigate Ba'ath. Secondo il Consiglio russo degli affari internazionali, anche le Forze dello Scudo Qalamoun si unirono al V Corpo d'armata, sebbene nessun'altra fonte lo abbia confermato.
Nel febbraio 2018, 20 membri dei Cacciatori dell’ISIS (una sottounità del V Corpo d’armata) morirono in un attacco aereo statunitense.

## Equipaggiamento militare nell’aprile 2011 (incluso lo stoccaggio)
La stragrande maggioranza dell'equipaggiamento militare siriano era di fabbricazione sovietica.
- ≈ 9.300 mezzi corazzati (inclusi quelli in stoccaggio):
  - ≈ 4.800 carri armati da combattimento
  - ≈ 4.500 veicoli da combattimento della fanteria e veicoli trasporto truppe
- ≈ 6.400 pezzi d’artiglieria trainata:
  - 1.900 cannoni/obici
  - ≈ 1.500 armi contraeree
- ≈ 850 pezzi semoventi d’artiglieria:
  - ≈ 450 obici semoventi
  - ≈ 400 semoventi antiaerei
- 2.190+ lanciamissili guidati anticarro
- 500 sistemi di lanciarazzi multipli
  - 84 lanciatori di missili balistici tattici
- 4.235+ lanciatori di missili terra-aria:
  - 4,000+ MANPADS
  - 235 sistemi di difesa aerea semovente

## Uniformi ed insegne (1987)

### Le uniformi e l'equipaggiamento del personale
Le uniformi di servizio per gli ufficiali siriani generalmente seguono lo stile dell'esercito britannico, sebbene l'uniforme da combattimento dell'esercito segua il modello sovietico. Ogni uniforme ha due giacche: una giacca lunga per l'abbigliamento formale e una giacca corta per l'abbigliamento informale. Le divise degli ufficiali dell'esercito sono cachi in estate, verde oliva in inverno. Alcuni membri dell'esercito (paracadutisti e forze speciali) e del personale della Forza di Difesa Aerea possono indossare uniformi mimetiche. Tra le mimetiche ci sono i modelli Red Lizard e Syrian Leaf; una copia prodotta localmente dell'ERDL. Gli ufficiali hanno una vasta gamma di berretti, tra cui un berretto di servizio, un berretto da guarnigione e un basco (lino in estate e lana in inverno). Il colore del berretto varia a seconda dell'unità dell'ufficiale. Il colore più comune del berretto è il nero per la fanteria, il Genio, le comunicazioni e il personale delle armi di supporto, seguito dal verde, per il personale corazzato, meccanizzato e d'artiglieria, il rosso per la Guardia repubblicana e la polizia militare e marrone per le forze speciali.
Nel 2011, gli elmetti da combattimento di serie erano i QGF-02 verde oliva cinesi e gli SSh-68 sovietici per le forze di riserva. Entrambi possono essere equipaggiati con gli elmetti mimetici "Syrian Leaf". La Guardia repubblicana e le forze speciali erano le uniche unità dotate di giubbotti antiproiettile TAT-BA-7. Con l'arrivo alla fine del 2015 dei consiglieri militari russi, molte unità dell'esercito vennero dotate di nuovi giubbotti antiproiettile balistici russi 6B45 ed elmetti in Kevlar 6B7.

### I gradi militari
Le insegne dei gradi degli ufficiali a nomina diretta sono identiche per l'esercito e l'aeronautica. Queste sono oro su sfondo verde o nero brillante per l'esercito e oro su sfondo blu brillante per l'aeronautica. I gradi degli ufficiali sono standard, sebbene il più alto sia l'equivalente di colonnello generale, un grado detenuto nel 1986 solo dal comandante in capo e dal ministro della Difesa. Le insegne dei gradi degli ufficiali della Marina sono strisce dorate indossate sulla manica inferiore. L'ufficiale di grado più alto nella marina siriana è l'equivalente del tenente generale. Il grado per i marescialli di esercito ed aeronautica è indicato da stelle dorate su uno scudo verde oliva indossato sulla parte superiore del braccio sinistro. I gradi dei sottufficiali sono indicati da galloni verticali e invertiti indossati sul braccio sinistro superiore.

### I riconoscimenti
Sebbene siano autorizzati circa venticinque ordini e medaglie, in genere solo gli alti ufficiali e i marescialli indossano i nastri per le medaglie. Di seguito sono riportati alcuni importanti riconoscimenti siriani: Ordine di Umayyad, Medaglia per l'Onore Militare, la Medaglia di Guerra, Medaglia al Coraggio, Medaglia Yarmuk, Medaglia Ferito in Azione e la Medaglia dell'8 marzo 1963.

## Capi di Stato Maggiore dell’Esercito
- Abdullah Atfeh: 1947–1948
- Husni al-Za'im: 1948 –
- Sami al-Hinnawi: – 1950
- Anwar Bannud: 2 gennaio 1950 – 23 aprile 1951
- Fawzi Selu: 1951 –
- Shawkat Shuqayr:
- Tawfiq Nizam al-Din: – 1957
- Afif al-Bizri: 1957–1959
- Jamal al-Faisal: 1959 –
- Abd al-Karim Zahr al-Din: – 8 marzo 1963
- Ziad al-Hariri: 8 marzo 1963 – 8 luglio 1963
- Salah Jadid: 11 novembre 1963 – 1966
- Ahmad Suwaydani: 1966 – 1968
- Mustafa Tlass: 1968–1972
- Yūsuf Shakkūr: 1972 – 1974
- Hikmat al-Shihabi: 1974 – 1998
- Ali Aslan: 1998–2002
- Hasan Turkmani: 2002–2004
- Ali Habib Mahmud: 3 giugno 2004 – 3 giugno 2009
- Dawoud Rajiha: 3 giugno 2009 – 8 agosto 2011
- Fahd Jassem al-Freij: 8 agosto 2011 – 18 luglio 2012
- Ali Abdullah Ayyoub: 18 luglio 2012 – 1º gennaio 2018
- Salim Harba: 1º aprile 2019 - 30 aprile 2022
- Abd al-Karim Mahmud Ibrahim: 30 aprile 2022 - 8 dicembre 2024

## Anniversario
Il 1º agosto è considerato giorno dell'esercito a livello nazionale. Nel 2013, il presidente siriano Bashar al-Assad visitò i soldati a Darayya. Diede all'esercito un messaggio dicendo che era sicuro della vittoria sui ribelli.